# Neustadt (Dosse)
Neustadt (Dosse) ist eine amtsangehörige Stadt des Amtes Neustadt (Dosse) im Landkreis Ostprignitz-Ruppin in Brandenburg, Deutschland. Sie bekam am 1. Januar 2000 die Zusatzbezeichnung Stadt der Pferde verliehen, da Neustadt für das Landgestüt Brandenburgs bekannt ist.

## Stadtgliederung
Neustadt (Dosse) untergliedert sich laut seiner Hauptsatzung und der Landesregierung des Landes Brandenburg wie folgt:
- Stadt Neustadt (Dosse) mit dem bewohnten Gemeindeteil Kampehl und den sonstigen Wohnplätzen Hauptgestüt, Haselhorst, Köritz, Lindenau, Schönfeld, Spiegelberg und Strubbergshof
- Ortsteil Plänitz-Leddin mit den bewohnten Gemeindeteilen Plänitz und Leddin und dem sonstigen Wohnplatz Siedlung
- Ortsteil Roddahn mit den bewohnten Gemeindeteilen Babe, Helenenhof, Neuhof, Neuroddahn und Schwarzwasser

## Geschichte
Die heutige Stadt Neustadt (Dosse) ist aus der Siedlung Goldbeck, dem Brandenburgischen Haupt- und Landgestüt (auch Lindenau genannt), dem Friedrich-Wilhelm-Gestüt, den Dörfern Köritz (mit Schönfeld und Gadenshof), Kampehl und Spiegelberg sowie der alten Stadt Neustadt entstanden. Der Vogelsang wurde erst nach der Eröffnung der Berlin-Hamburger Bahn 1846 im Zuge des Zusammenwachsens von Neustadt und Köritz bebaut. Die alte Stadt Neustadt bestand im Kern nur aus der Kirche, der heutigen Robert-Koch-Straße und der Schreymühle (Schrotmühle), einer Wassermühle am Dossestau.

### Neustadt (Dosse)
Im Landbuch Kaiser Karl IV. von 1375 erscheint Neustadt als eine zur Prignitz gehörige und im Besitz derer von Bredows befindliche Burg. Lippold von Bredow war 1369 Marschall des Markgrafen Otto V. und erwarb wahrscheinlich von diesem als Unterpfand für ein vorgestrecktes Kapital das Amt Neustadt. Ab 1407 befand sich Neustadt im Besitz des Grafen von Lindow-Ruppin und wurde Teil der Herrschaft Ruppin. Die Gegend wurde von Tausenden von Pilgern auf dem Weg von Berlin zur Wunderblutkirche nach Wilsnack besucht. Im Jahre 1491 besaßen die Quitzows den größten Teil der Burg Neustadt. Zeitweise war Neustadt nach Theodor Fontane auch an die Bredows und die Rohrs verpfändet:

„Burg oder Schloß Neustadt gehörte 1375, wie das Landbuch Kaiser Karls IV. ausweist, dem Lippold von Bredow. Später an die Lindow-Ruppiner Grafen übergehend, war es zeitweilig den Quitzows, den Bredows und den Rohrs verpfändet, bis es, nach dem Erlöschen des gräflichen Hauses von Lindow-Ruppin (1524), dem Kurfürsten zufiel. Neue Pfandinhaber folgten, und erst 1584 kam es erb- und eigentümlich an Reimar von Winterfeld. Die Winterfelds besaßen es bis zu Beginn des Dreißigjährigen Krieges“

An Stelle der verfallenen Burg errichtete die Familie Winterfeldt ein Schloss mit einer Kapelle. Während des Dreißigjährigen Kriegs wurden fast alle Dörfer in der Umgebung von Neustadt durch österreichische Truppen niedergebrannt und Neustadt selbst durch schwedische Soldaten belagert. Neustadt wurde 1643 vom Königlich schwedischen Feldmarschall Graf Hans Christoph von Königsmarck erworben.
Prinz Friedrich von Hessen-Homburg erwarb 1662 Neustadt vom Feldmarschall Graf Königsmarck. Zu dieser Zeit bestand Neustadt nur aus sieben Bauernhöfen, einer Mühle und einer Schmiede. Am 24. August 1664 unterzeichnete auf Ersuchen des Prinzen Friedrich Kurfürst Friedrich Wilhelm ein Privileg, mit dem das Dorf Neustadt zur Stadt erhoben wurde. Zunächst gehörten Köritz, Neustadt und Kampehl nicht zum heutigen Neustadt (Dosse). Nach dem Tod seines Bruders Wilhelm Christoph von Hessen-Homburg übernahm Prinz Friedrich als Landgraf Friedrich II. dessen Amt und verlieh Neustadt weitgehende Privilegien.
Ein Großfeuer vernichtete 1666 Schloss und Kirche, weshalb der Prinz zur Förderung von Handel und Gewerbe viele Kolonisten, vor allem aus Süddeutschland und Holland, nach Neustadt holte. Nach dem Edikt von Potsdam im Jahr 1685 siedelten sich vor allem Hugenotten hier an. Der Prinz erteilte 1673 den Auftrag zur Errichtung der Neustädter Kreuzkirche, ein Abbild der Stockholmer Katharinenkirche, die erst 1696 vollendet wurde. Die Dosse wurde reguliert, eine Glashütte entstand, aus der 1688 eine von Hugenotten gegründete Spiegelmanufaktur hervorging, eine Polier- und Schleifmühle wurden errichtet und 1693 eine Eisenhütte in Hohenofen gegründet. In dieser Zeit wurde durch die Regulierung der Dosse auch neues Wiesen- und Weideland geschaffen und damit der Grundstein für die Pferdezucht in der Stadt gelegt.
Neustadt wurde 1694 durch Landtausch eine kurfürstliche Domäne. Kurfürst Friedrich III. setzte Eberhard von Danckelmann als Amtsverwalter ein. Er holte den Spiegelmacher Henri de Moor nach Neustadt, der französische Glasmacher mitbrachte, die auf dem Spiegelberg eine französische Kolonie bildeten. Das heute als Amtsfreiheit bekannte Gelände war der Sitz des Domänenrates. Das Domänenamt vergrößerte sich durch Ankäufe. Als Amt wurden seit dem späten Mittelalter die landesherrlichen, staatlichen Dienststellen der unteren örtlichen Ebene bezeichnet, die für einen Amtsbezirk die Einkünfteverwaltung, die Rechtsprechung und andere Aufgaben zu erfüllen hatten. Das Eckgebäude am Kirchplatz wurde bis 1954 als Verwaltungsgebäude genutzt. Danach diente es als Schule und Internat; heute ist es ein Wohnhaus.
Der preußische König Friedrich Wilhelm II. ließ 1788 das Brandenburgische Haupt- und Landgestüt in Neustadt an der Dosse durch Carl Graf von Lindenau auf dem Gelände des wüst liegenden ehemaligen Maultiergestüts erbauen. Das Hauptgestüt wurde bis 1945 als Friedrich-Wilhelm-Gestüt bezeichnet.
Heute ist Neustadt Hauptort der Pferdezucht in Brandenburg. Das Gestüt wird als Stiftung öffentlichen Rechts weitergeführt. Zum 1. September 2001 ist das Gesetz über die Errichtung einer Stiftung „Brandenburgisches Haupt- und Landgestüt Neustadt (Dosse)“ in Kraft getreten. Durch die Stiftung soll die Entwicklung zu einem modernen, wirtschaftlich orientierten Dienstleistungszentrum vorangetrieben werden. Die hier beheimatete Stutenherde gehört zu den wertvollsten und erfolgreichsten in Europa. Alljährlich findet im September die Hengstparade statt. Hier wird ein buntes Schauprogramm mit dem Pferd beziehungsweise rund ums Pferd gezeigt. Im Januar organisiert der Hamburger Herbert Ulonska das CSI Neustadt, ein internationales Springturnier, das sich zum bedeutendsten Reitsportereignis in der Hauptstadtregion entwickelt hat. Im Gestüt haben der Pferdezuchtverband Berlin-Brandenburg e. V. und die Mitteldeutsche Pferdemarketing GmbH ihren Sitz. Seit dem 15. Oktober 1999 werden in der „Graf-von-Lindenau-Mehrzweckhalle“ unter anderem internationale Turniere ausgetragen und Schauprogramme gezeigt.

### Köritz
Köritz wurde 1305 das erste Mal schriftlich erwähnt. Nach der neuen Kreisordnung erfolgte 1872 die Aufteilung in Amtsbereiche, und Kampehl kam zum Amtsbereich Köritz hinzu. Die frühere Verwaltung von Köritz hatte ihren Sitz in einem Haus gegenüber der Köritzer Kirche (Eck-Schulze).
Das heutige Amtsgebäude war von 1925 bis 1954 Sitz des Tierzuchtamtes. Seit 1954, als Köritz Neustadt zugeordnet wurde, war es Rathaus von Neustadt. Seit der Kommunalreform 1992 ist es Sitz der Amtsverwaltung Neustadt (Dosse).

### Babe
Das Dorf Babe war ursprünglich ein Vorwerk. Nach dem Dreißigjährigen Krieg entstand daraus ein Rittergut. Die Bedeutung des Namens ist nicht sicher. Zum einen gibt es die Deutung, dass es sich vom alten Wort für Weib ableitet und hier als Spottbezeichnung verwendet wurde. Allerdings nennen Forscher auch die Ableitung von einem Flurnamen mit der Bedeutung Sumpf/Morast oder in der Bedeutung Napfkuchen als Metapher für einen Berg.

### Verwaltungszugehörigkeit und Eingemeindungen
Neustadt (Dosse) gehörte bis 1952 zum Kreis Ruppin in der preußischen Provinz Brandenburg (1947–1952 im Land Brandenburg), 1952–1990 zum Kreis Kyritz im DDR-Bezirk Potsdam.
Köritz wurde am 1. August 1954 nach Neustadt eingemeindet, Kampehl am 1. März 1970. Plänitz-Leddin entstand am 1. Januar 1969 aus dem Zusammenschluss der beiden namengebenden Orte. Die ehemalige Gemeinde Schwarzwasser wurde am 1. Januar 1958 nach Roddahn eingemeindet. Babe folgte am 1. Januar 1973. Plänitz-Leddin und Roddahn wurden am 31. Dezember 2001 nach Neustadt eingemeindet.

## Bevölkerungsentwicklung
| Jahr | Einwohner |
| ---- | --------- |
| 1875 | 1 270     |
| 1890 | 1 091     |
| 1910 | 0 950     |
| 1925 | 1 173     |
| 1933 | 1 479     |
| 1939 | 1 362     |

| Jahr | Einwohner |
| ---- | --------- |
| 1946 | 2 152     |
| 1950 | 2 043     |
| 1964 | 3 516     |
| 1971 | 3 681     |
| 1981 | 3 493     |
| 1985 | 3 416     |

| Jahr | Einwohner |
| ---- | --------- |
| 1990 | 3 398     |
| 1995 | 3 533     |
| 2000 | 3 470     |
| 2005 | 3 781     |
| 2010 | 3 575     |
| 2015 | 3 435     |

| Jahr | Einwohner |
| ---- | --------- |
| 2020 | 3 395     |
| 2021 | 3 387     |
| 2022 | 3 466     |
| 2023 | 3 441     |
| 2024 | 3 469     |

Gebietsstand des jeweiligen Jahres, Einwohnerzahl: Stand 31. Dezember (ab 1991), ab 2011 auf Basis des Zensus 2011, ab 2022 auf Basis des Zensus 2022

## Politik

### Stadtverordnetenversammlung
Die Stadtverordnetenversammlung von Neustadt (Dosse) besteht aus 16 Stadtverordneten und dem ehrenamtlichen Bürgermeister. Die Kommunalwahl am 9. Juni 2024 führte bei einer Wahlbeteiligung von 61,7 % zu folgendem Ergebnis:
| Partei / Wählergruppe    | Stimmenanteil 2019 | Sitze 2019 |  | Stimmenanteil 2024 | Sitze 2024 |
| ------------------------ | ------------------ | ---------- |  | ------------------ | ---------- |
| CDU                      | 45,4 %             | 7          |  | 37,5 %             | 6          |
| Gemeinsam für Neustadt   | –                  | –          |  | 26,8 %             | 4          |
| AfD                      | 14,6 %             | 3          |  | 26,5 %             | 4          |
| Die Linke                | 25,4 %             | 4          |  | 05,0 %             | 1          |
| Kreisbauernverband (KBV) | –                  | –          |  | 04,2 %             | 1          |
| SPD                      | 14,6 %             | 2          |  | –                  | –          |
| Insgesamt                | 100 %              | 16         |  | 100 %              | 16         |

### Bürgermeister
- 1993–2016: Sabine Ehrlich (SPD)[15][16]
- 2017–2021: Karl Tedsen (CDU)[17]
- seit 2021: André Stimm (parteilos)

Tedsen wurde in der Bürgermeisterwahl am 26. Mai 2019 mit 60,9 % der gültigen Stimmen wiedergewählt. Er trat zum 30. Juni 2021 zurück.
Am 29. November 2021 wurde André Stimm von der Stadtverordnetenversammlung zu seinem Nachfolger gewählt. Er wurde bei der Bürgermeisterwahl am 9. Juni 2024 bei einer Gegenkandidatin mit 62,1 % der gültigen Stimmen in seinem Amt bestätigt. Seine Amtszeit beträgt fünf Jahre.

### Wappen
| Wappen von Neustadt (Dosse) | Blasonierung: „In Silber ein roter bezinnter Torbau, mit blauem Kuppeldach, goldbeknauft und mit rotem Fähnchen, sowie mit geschlossenem blauen Tor; auf den Mauerzinnen einander zugewendet vorn ein aufgerichteter neunmal von Silber über Rot geteilter Löwe, mit den Vorderpranken die Kuppel berührend, hinten ein schreitender roter Elch.“ |
| Wappen von Neustadt (Dosse) | Das Wappen wurde am 6. Dezember 1993 durch das Ministerium des Innern genehmigt. |

### Flagge
„Die Flagge ist Rot - Weiß - Blau (1:1:1) gestreift und mittig mit dem Stadtwappen belegt.“

### Städtepartnerschaften

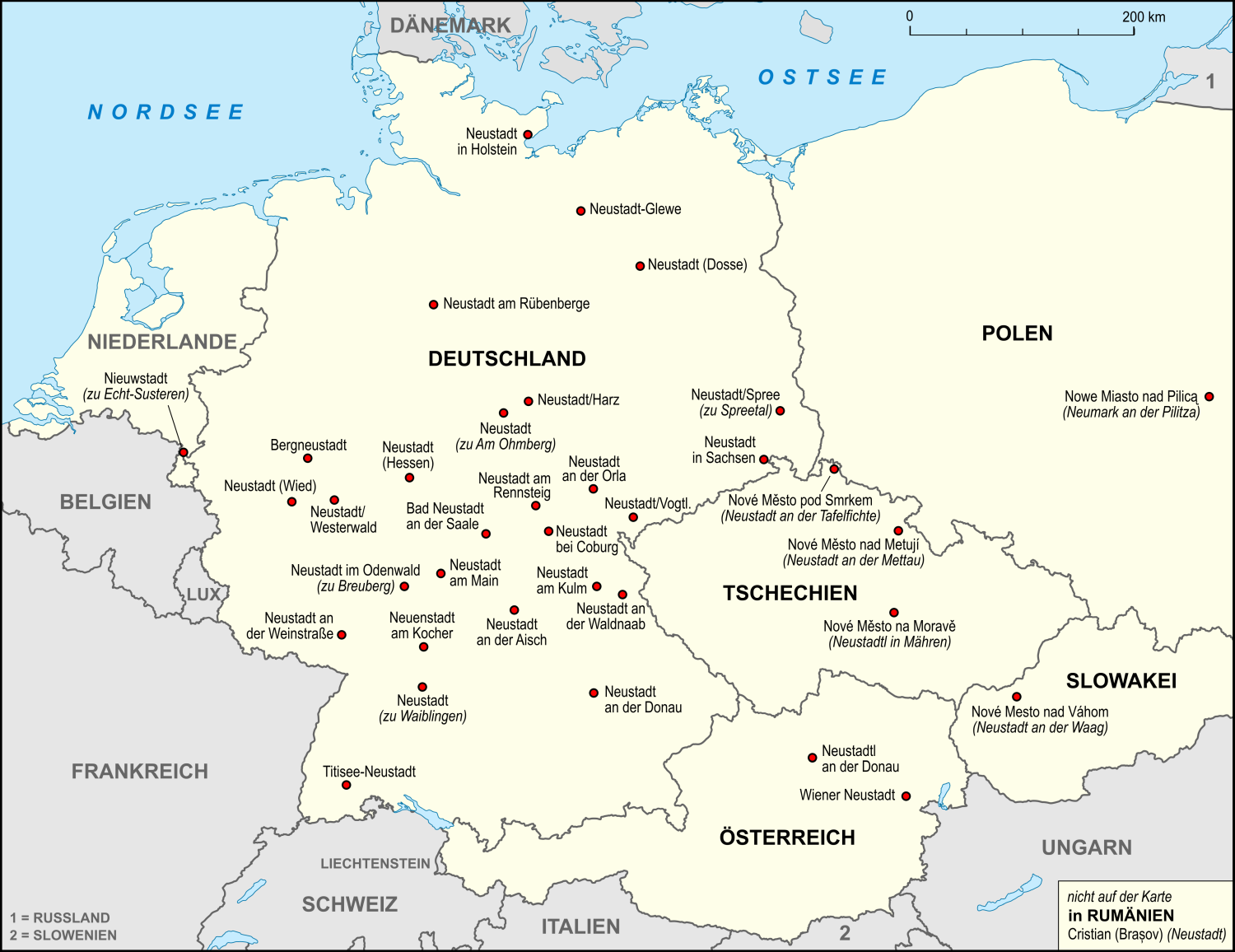
Arbeitsgemeinschaft Neustadt in Europa

Neustadt ist Mitglied der internationalen Städtefreundschaft Arbeitsgemeinschaft Neustadt in Europa mit 36 Mitgliedern aus sieben mitteleuropäischen Ländern (Stand 2019).

## Sehenswürdigkeiten
- Brandenburgisches Haupt- und Landgestüt auf einem Gestütsareal von etwa 400 Hektar
- Mumie des Ritters Kahlbutz im Ortsteil Kampehl
- Kutschenmuseum in der „Graf-von-Lindenau-Halle“
- Stadtkirche, Kreuzkirche mit gleichseitigem achteckigen Grundriss und vier rechteckigen Kreuzarmen (1696 fertiggestellt)
- Dorfkirche in Plänitz
- Gaswerk Neustadt (Dosse), als technisches Denkmal letztes vollständig erhaltenes Gaswerk in Deutschland
- Denkmal für die Opfer des Faschismus auf dem Kirchplatz an der Prinz-von-Homburg-Straße, errichtet 1946, erinnert auch an die Einwohner Zahn und Giese, die im April 1945 von SS-Männern erschossen wurden, weil sie Neustadt kampflos der Roten Armee übergeben wollten
- Sowjetischer Ehrenfriedhof für 32 Sowjetsoldaten und 28 Zwangsarbeiter und Kriegsgefangene. Der Ehrenfriedhof befand sich bis 2000 vor dem Neustädter Bahnhof und wurde im Rahmen der Umgestaltung des Bahnhofsvorplatzes vor den Stadtfriedhof verlegt.

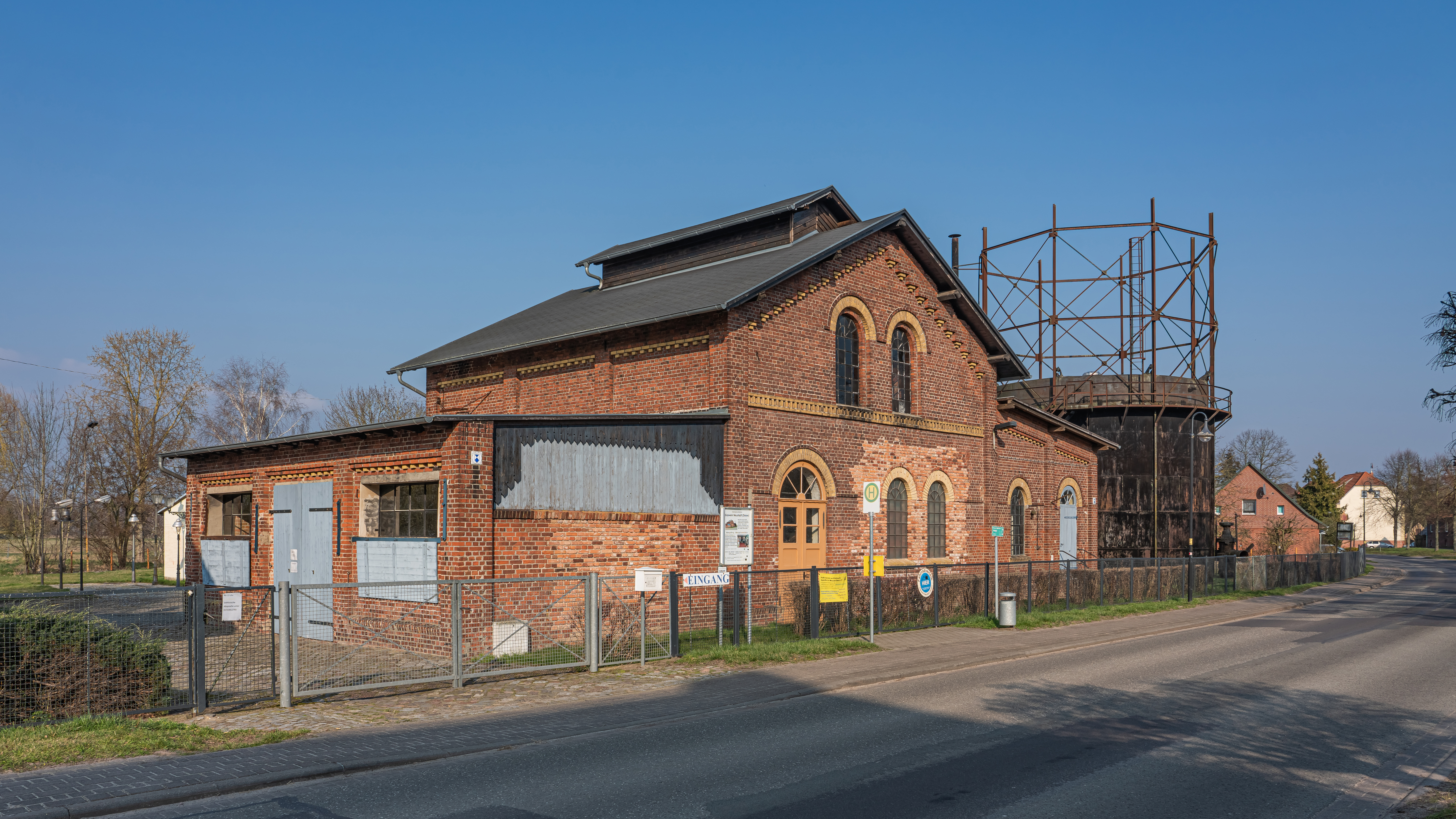
Gaswerk Neustadt (Dosse)
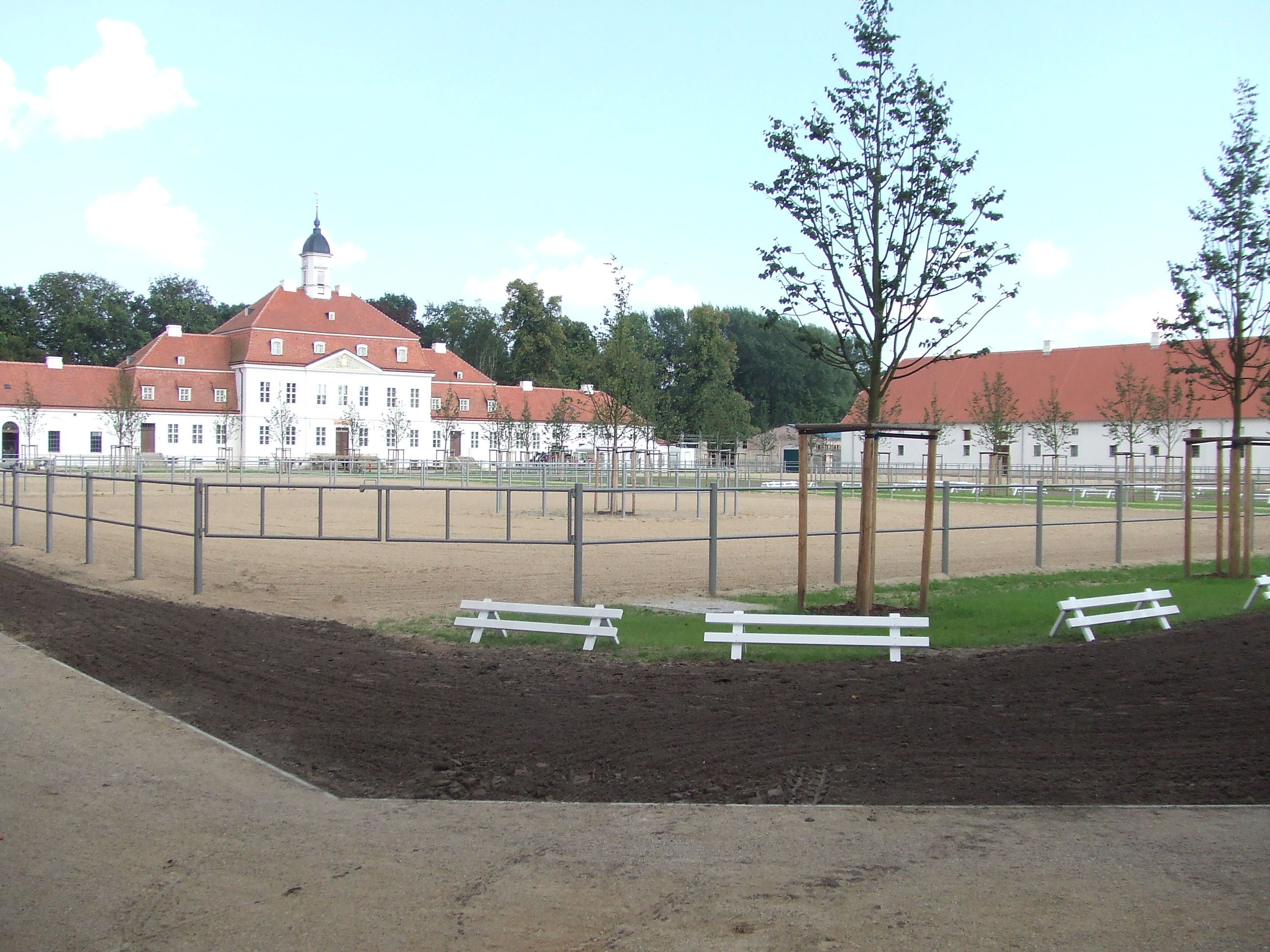
Hauptgestüt Neustadt (Dosse), Innenhof
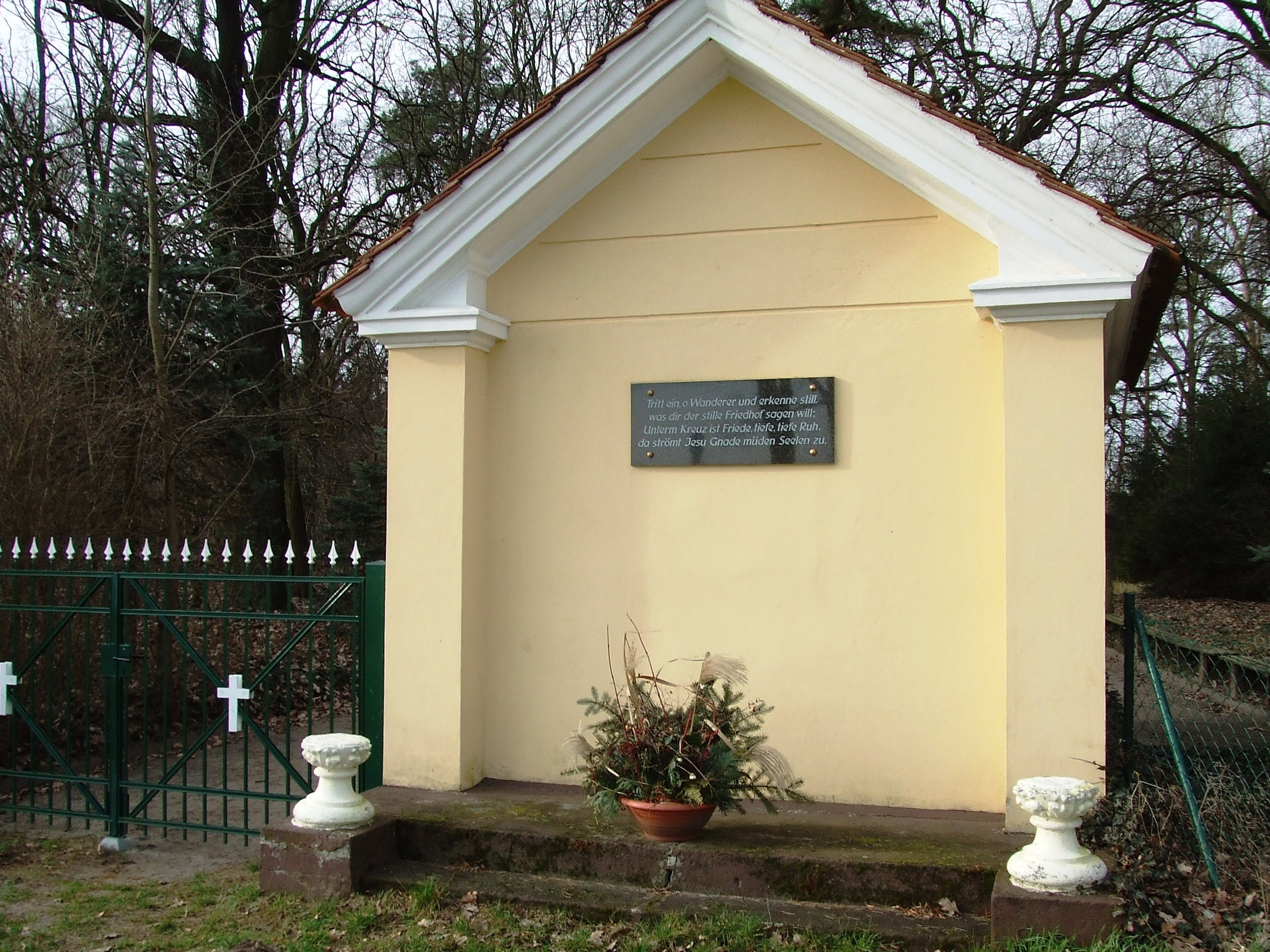
Gestütsfriedhof Neustadt (Dosse), Eingang
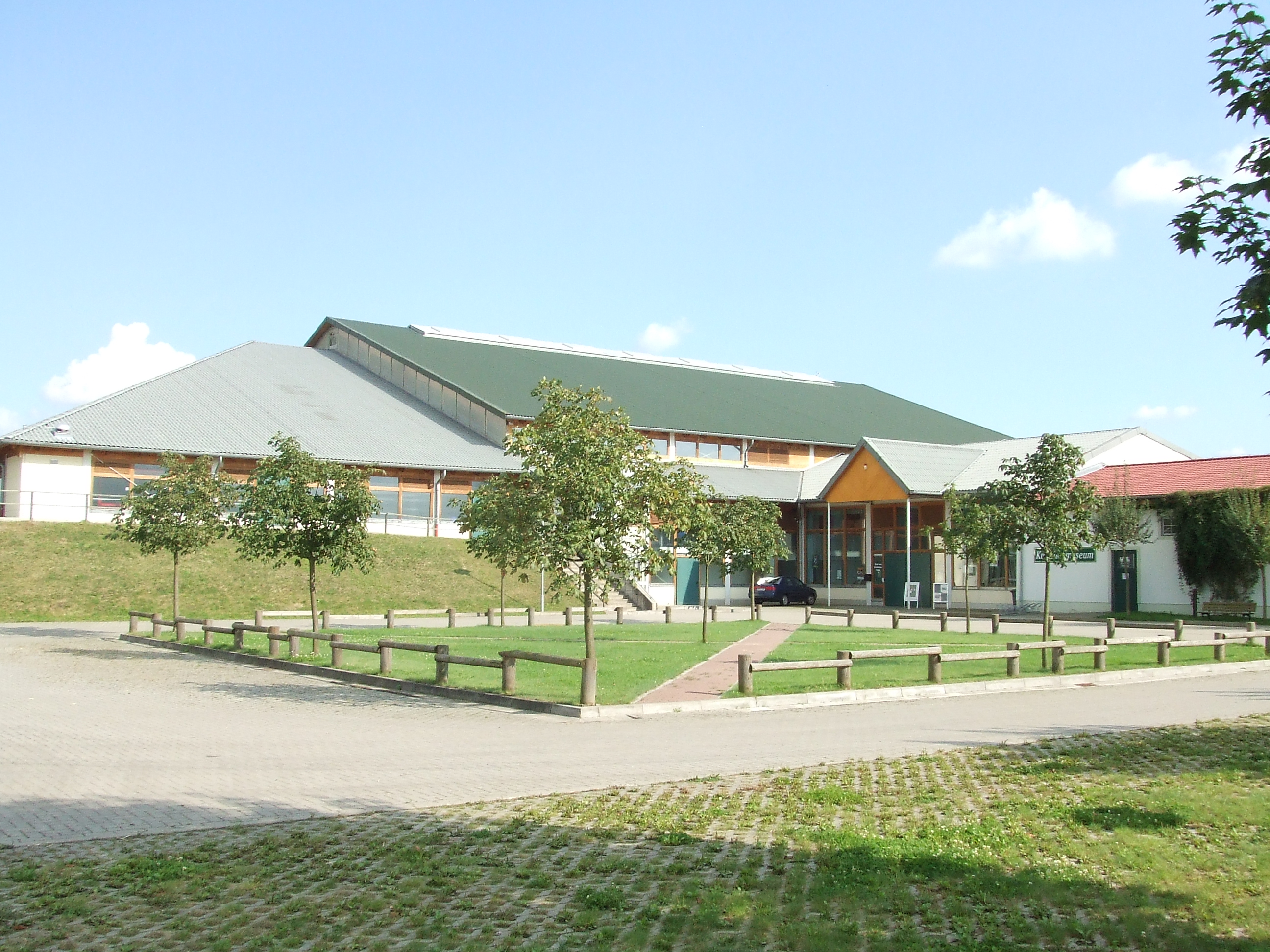
Graf von Lindenau-Halle
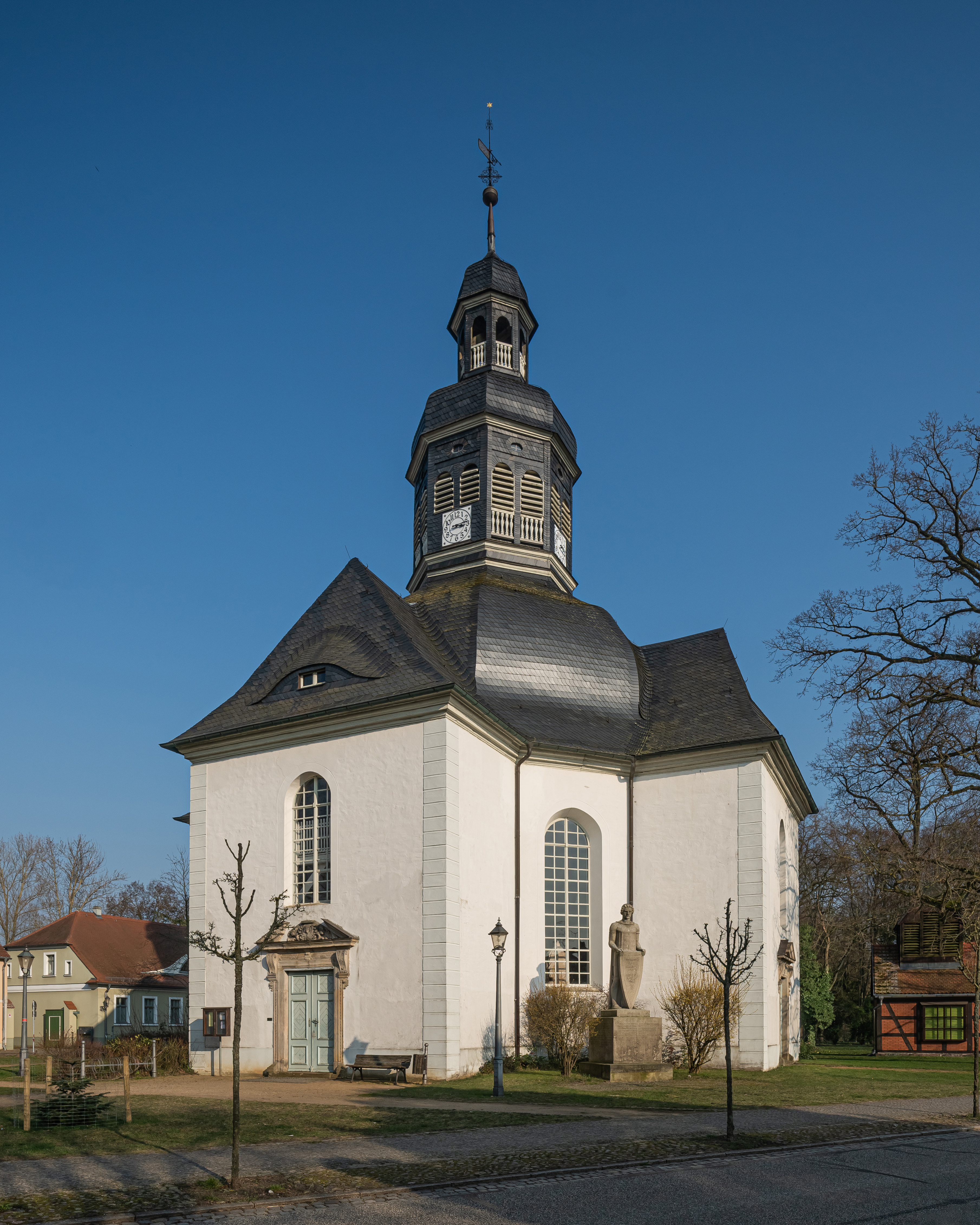
Evangelische Stadtkirche in Neustadt (Dosse)
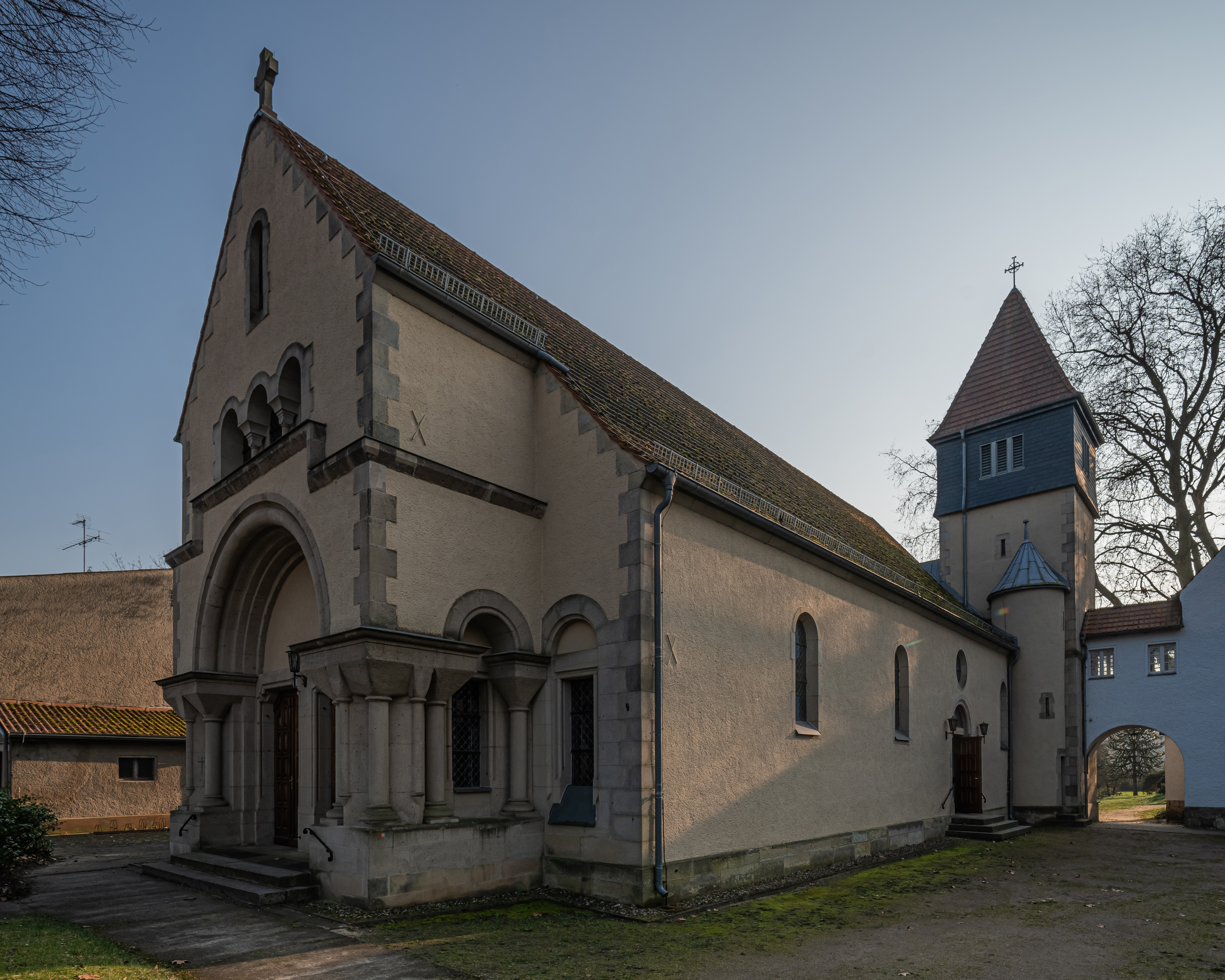
Katholische Herz-Jesu-Kirche in Neustadt (Dosse)
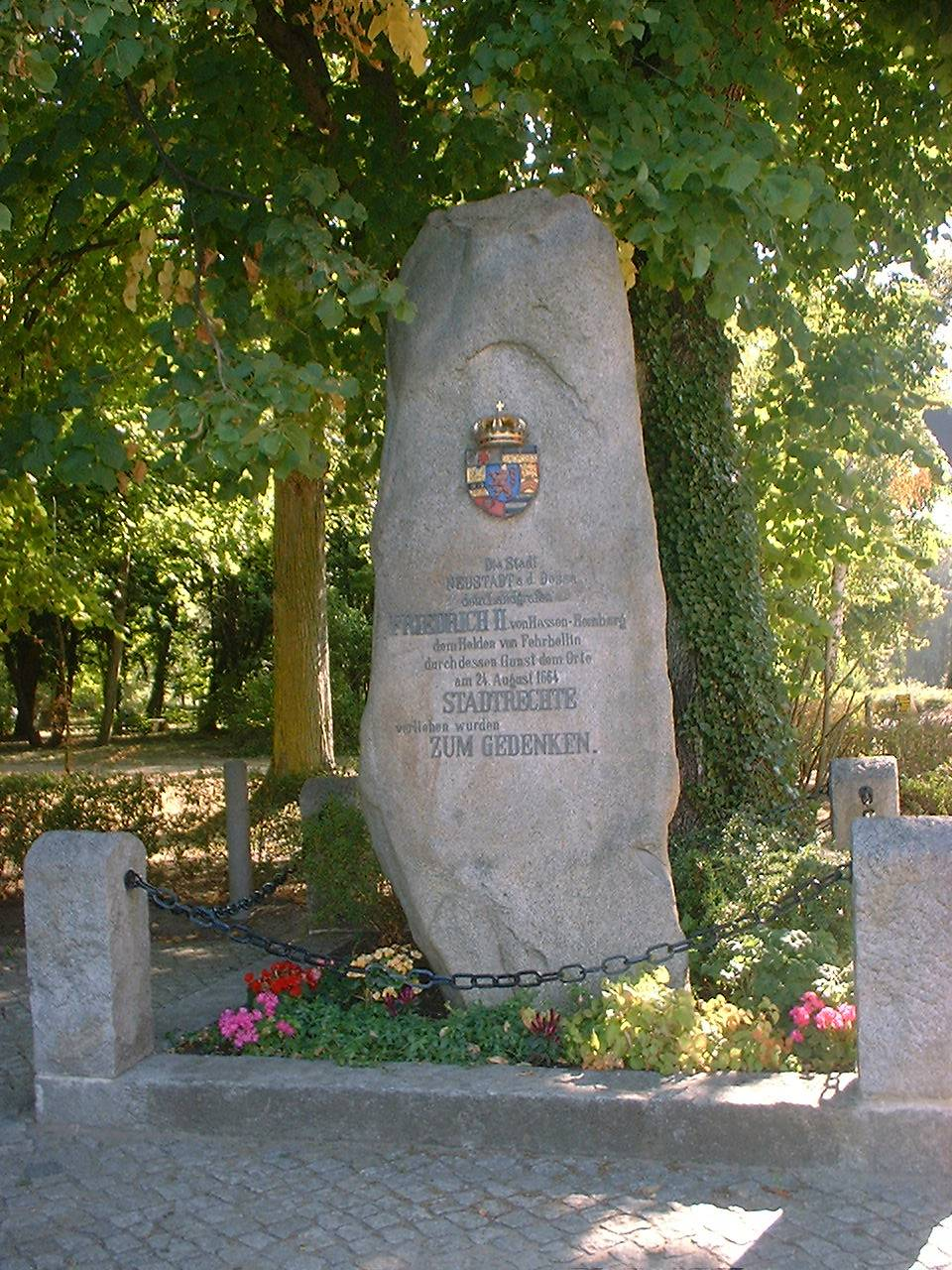
Gedenkstein für Friedrich von Hessen-Homburg
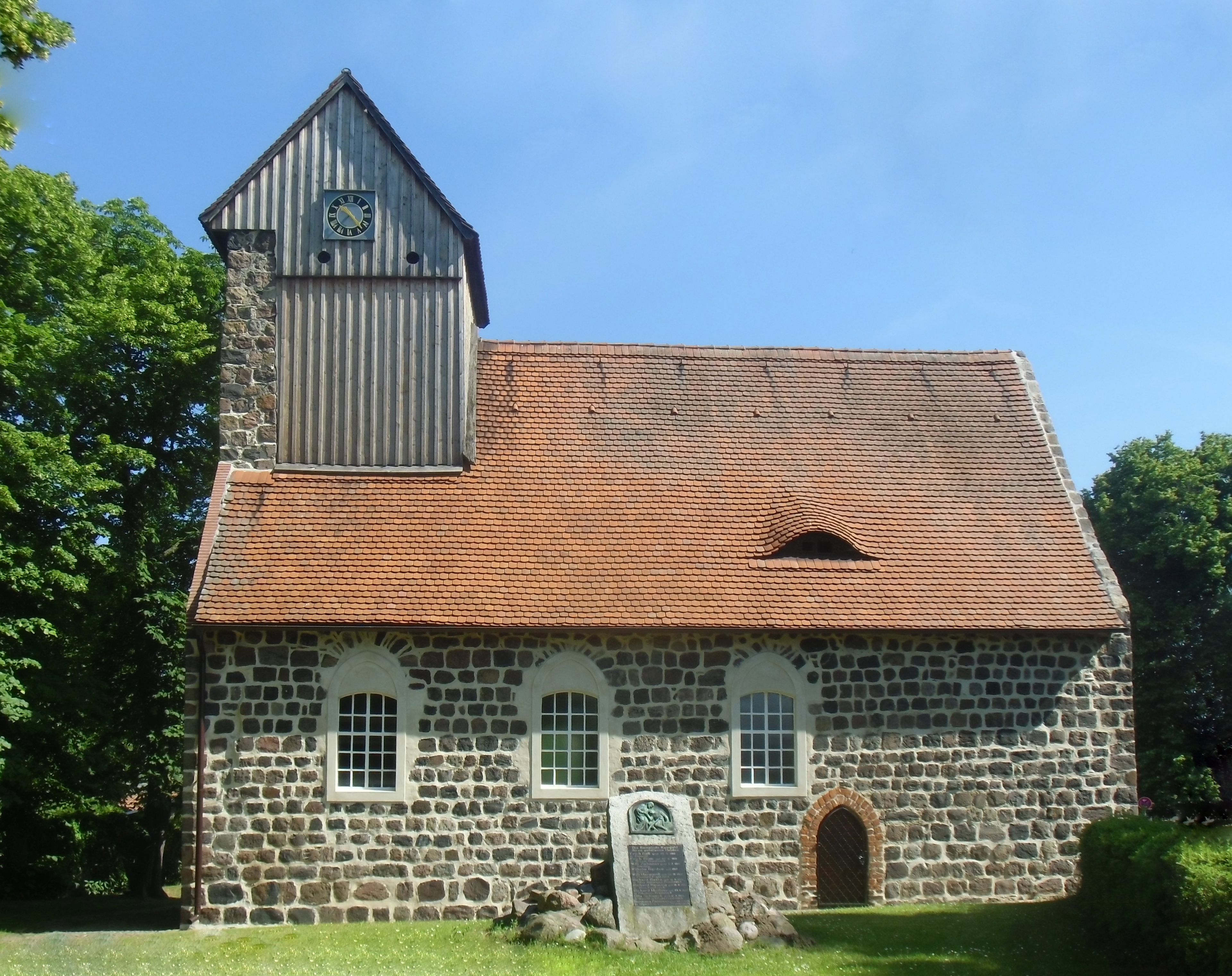
Dorfkirche Kampehl
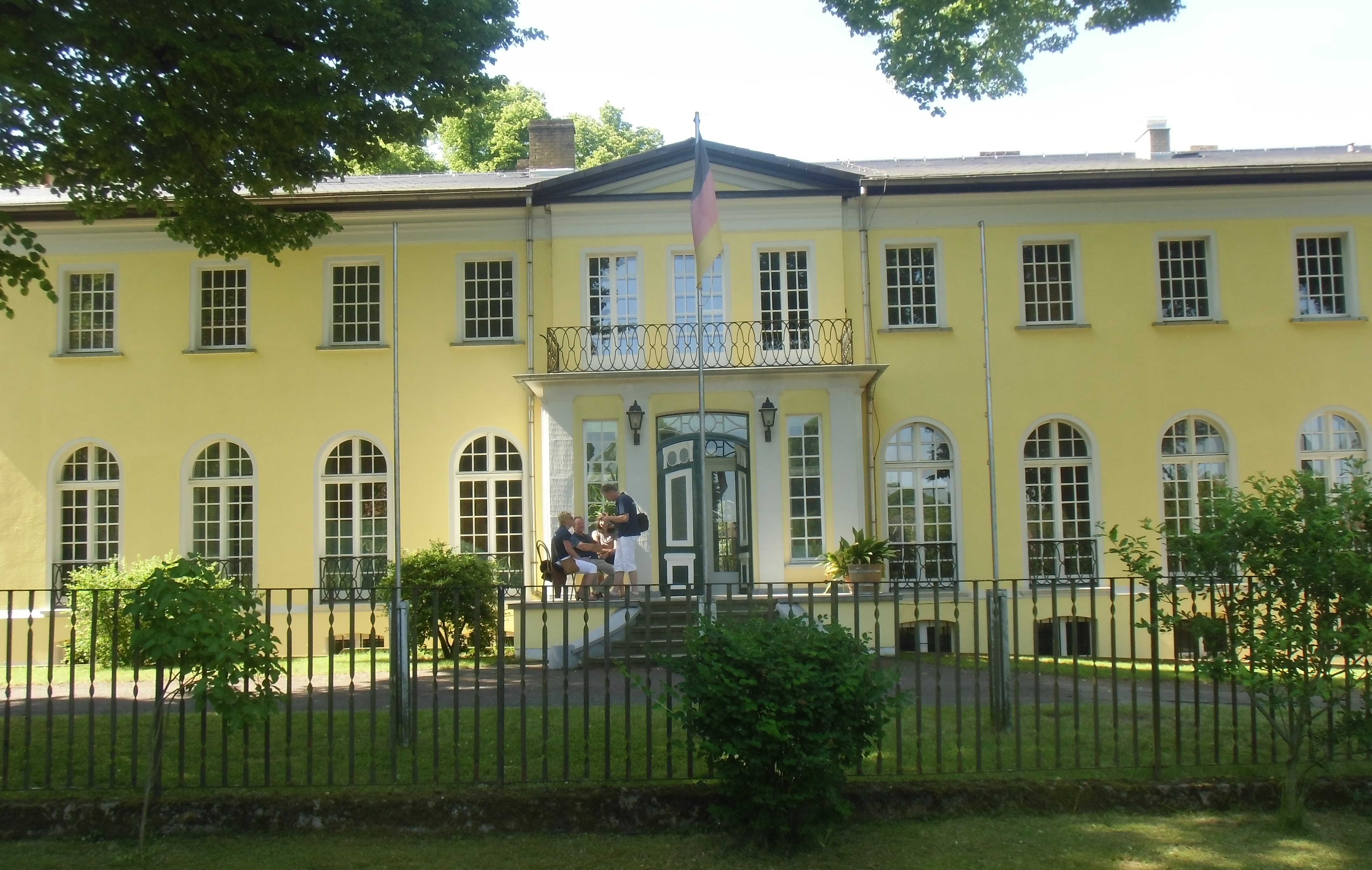
Gutshaus Kampehl
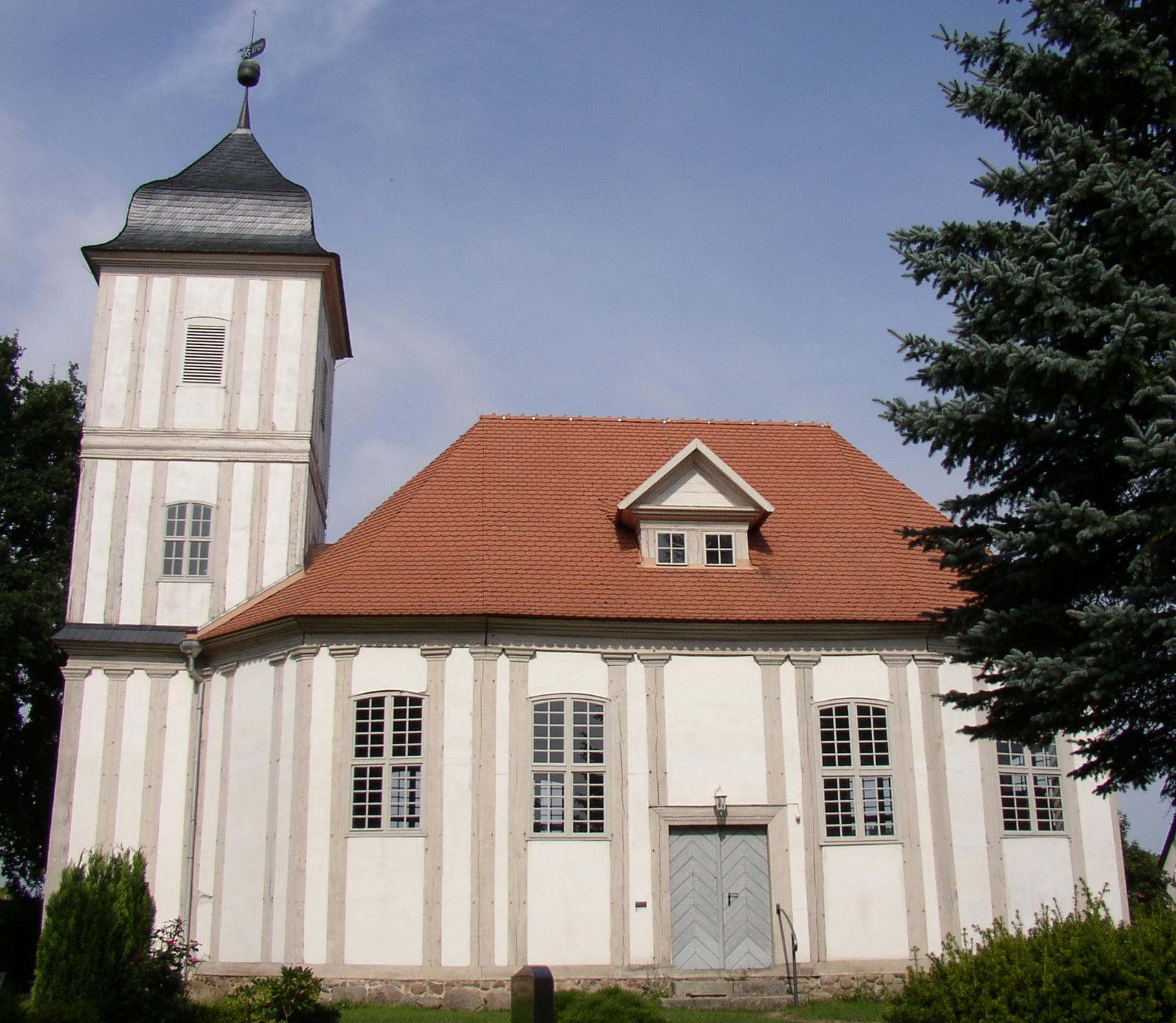
Kirche in Plänitz
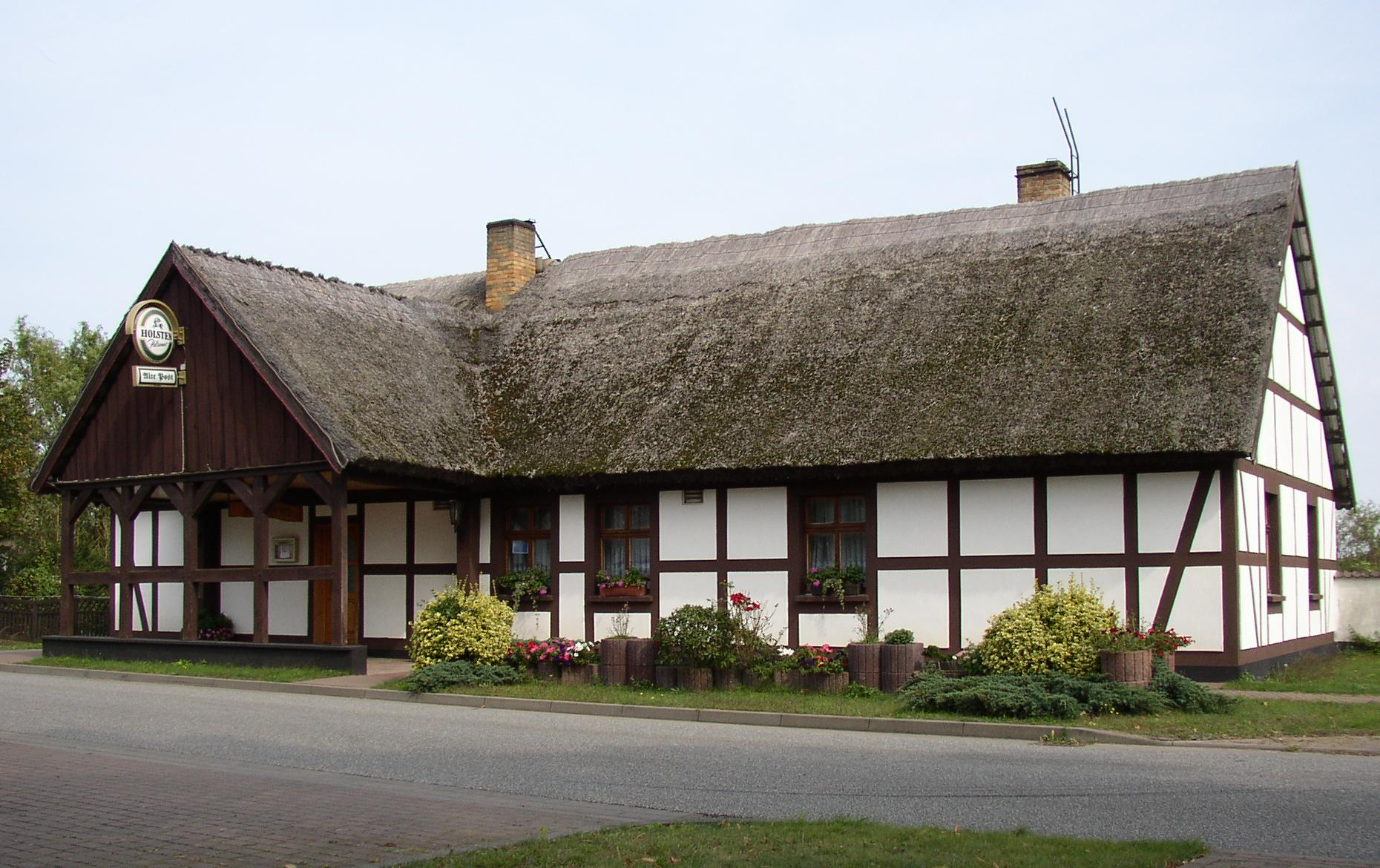
Vorlaubenhaus in Plänitz
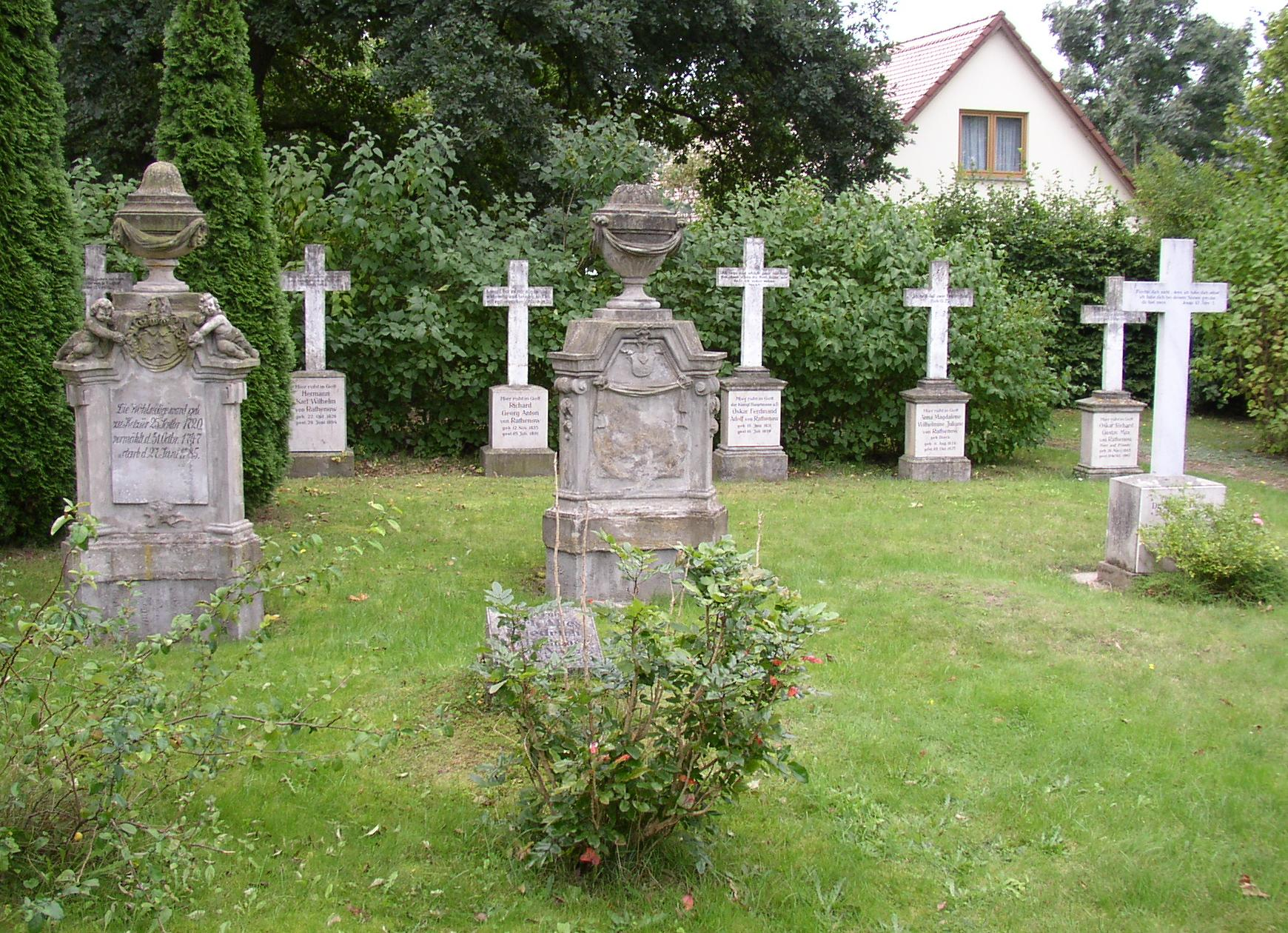
Kirchhof in Plänitz

## Wirtschaft und Infrastruktur

### Gewerbe
Neustadt (Dosse) verfügt über zwei Gewerbegebiete. Das Gewerbegebiet Ost liegt am Bahnhof, das Gewerbegebiet Nord etwas außerhalb an der Bundesstraße 5. Das Ansiedlungsprofil ist bunt gemischt. Es haben sich vor allem produzierendes Gewerbe, Handels-, Dienstleistungs- und Logistikunternehmen angesiedelt. Zu den größten Arbeitgebern zählt neben der Hüffermann Transportsysteme GmbH die Stiftung Brandenburgisches Haupt- und Landgestüt Neustadt (Dosse).

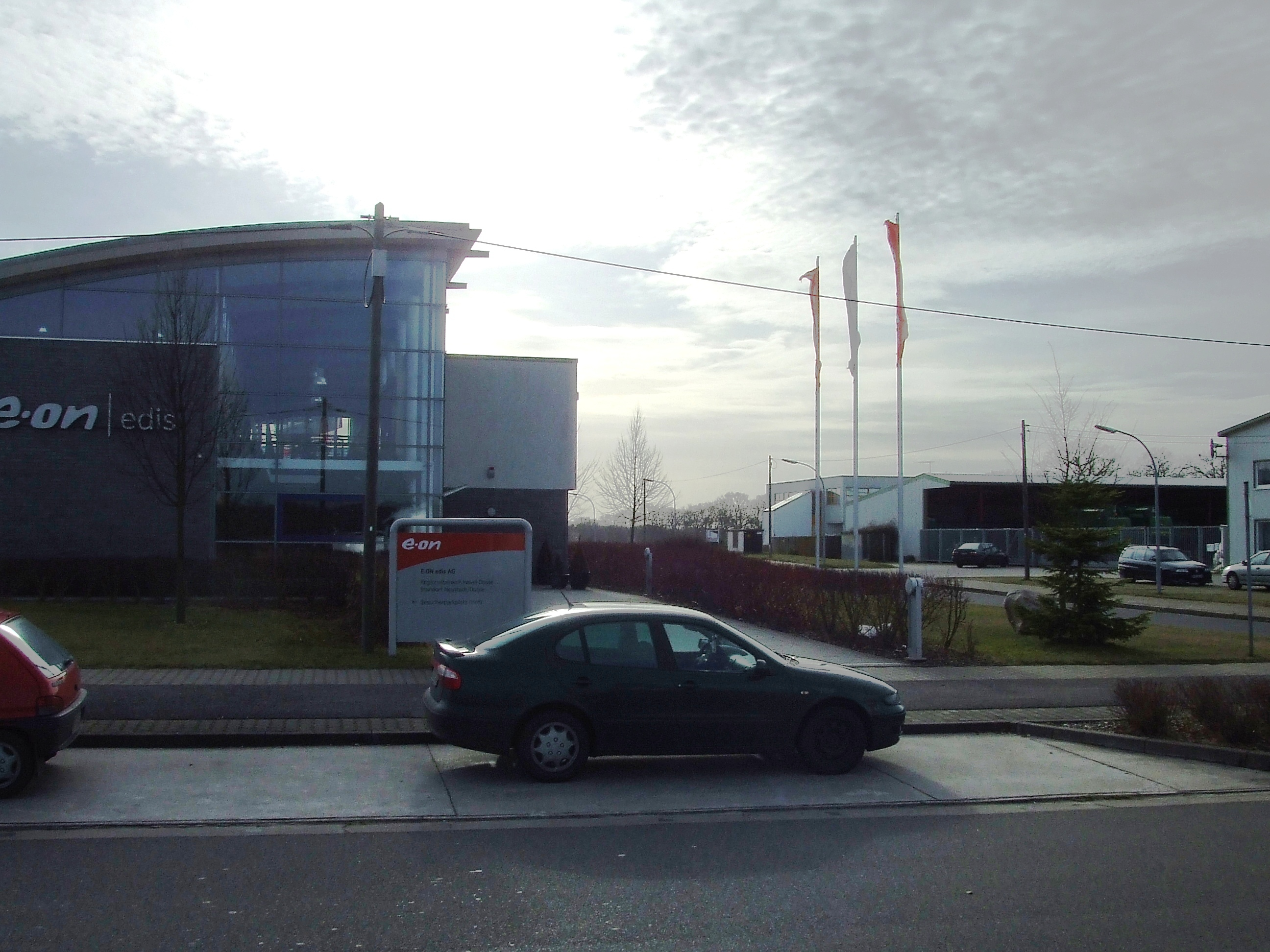
Gewerbegebiet Nord
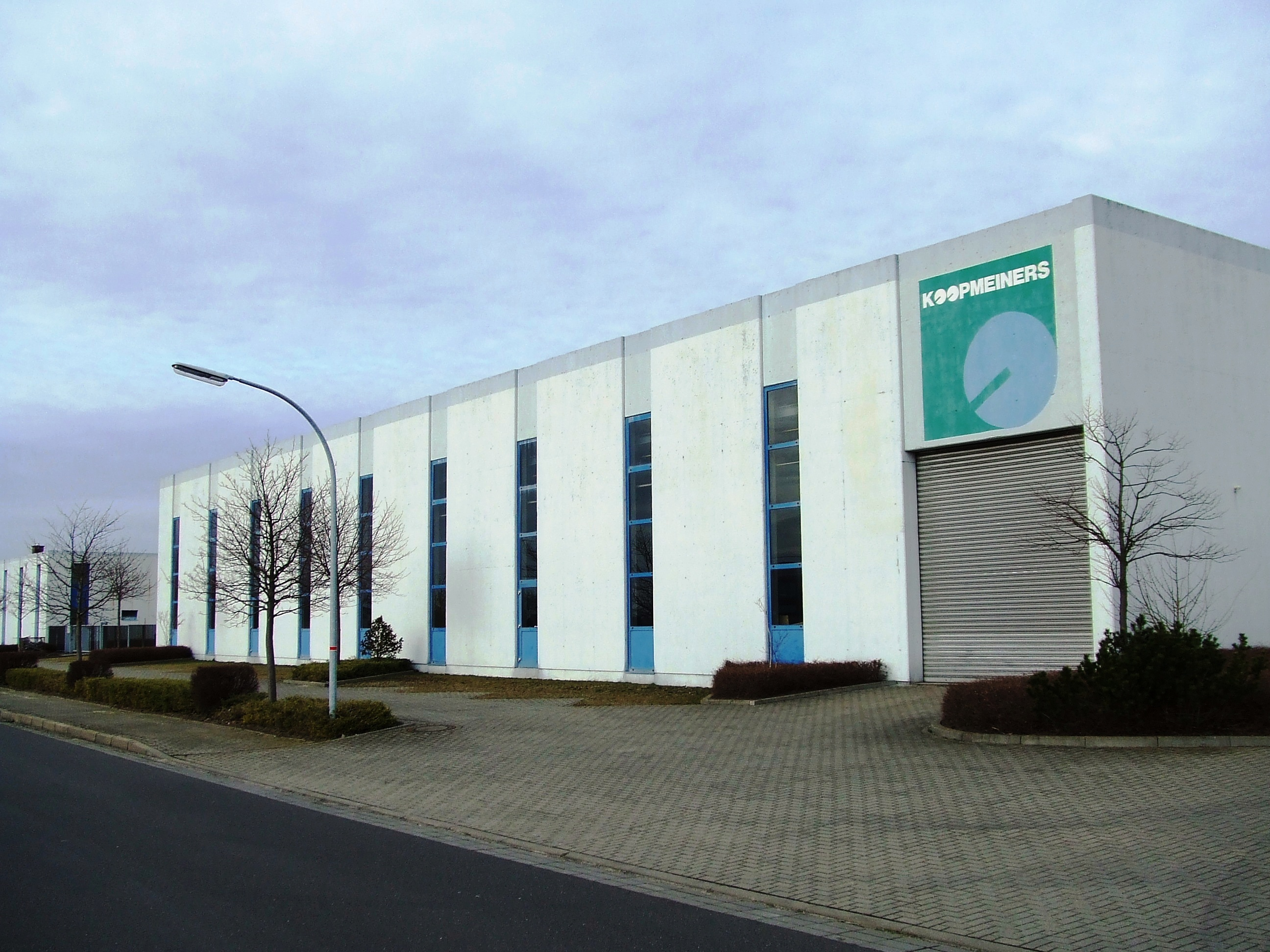
Gewerbegebiet Nord
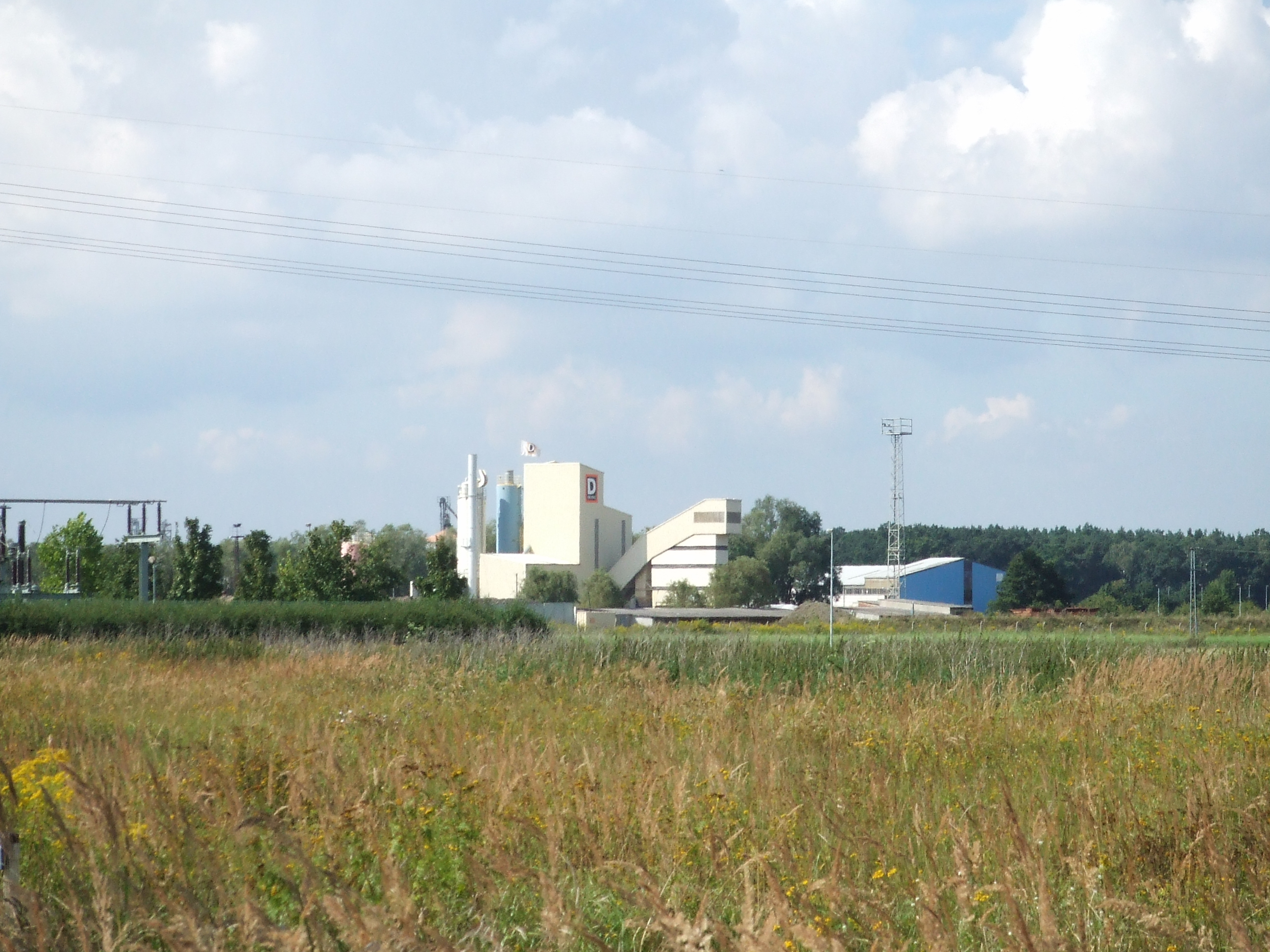
Mischwerk Gewerbegebiet Ost
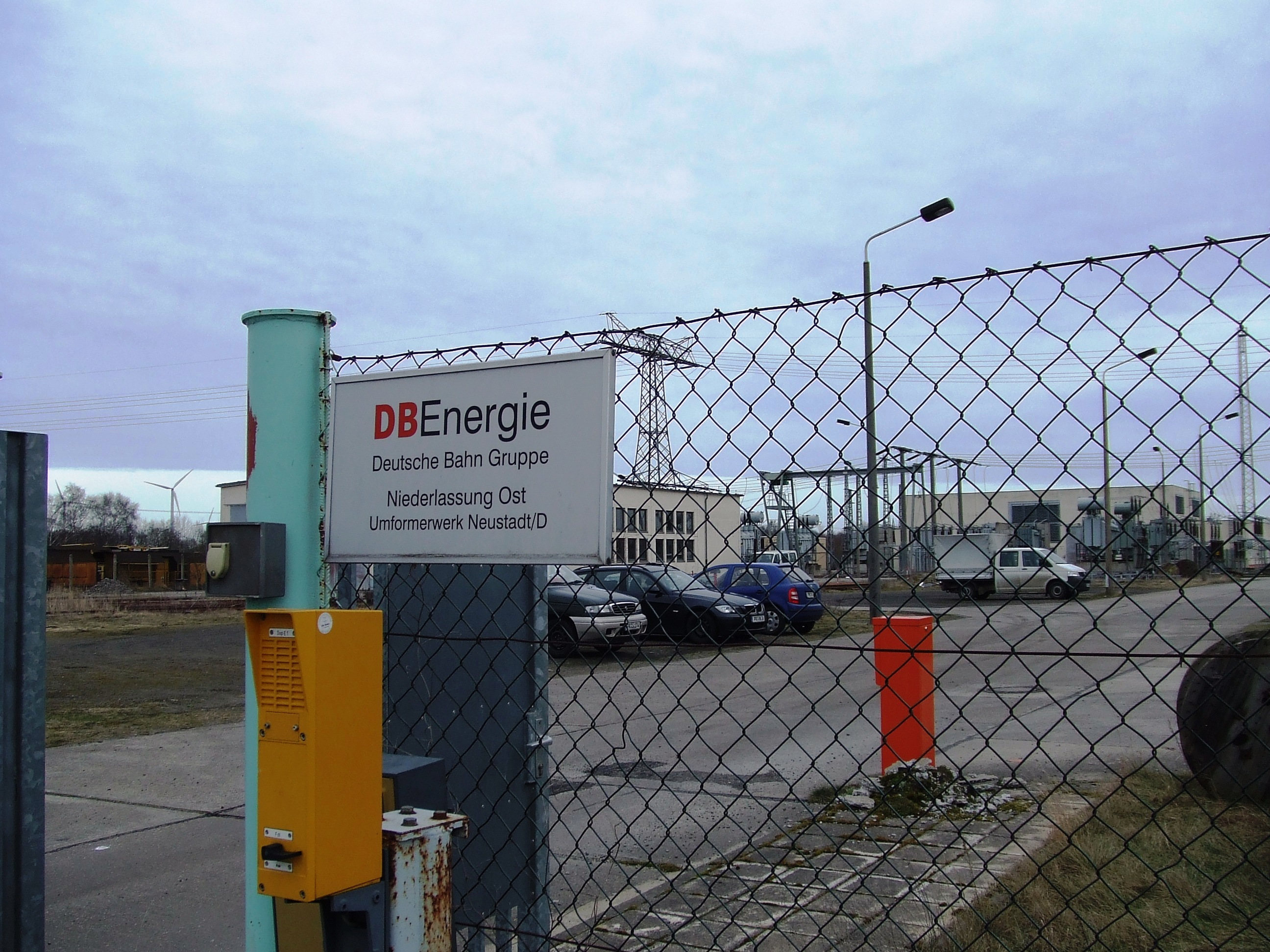
Umformerwerk DB Energie Neustadt (Dosse)

### Kleeblatt-Verbund
Die Stadt Kyritz, das Amt Neustadt (Dosse), die Gemeinde Wusterhausen/Dosse und die Gemeinde Gumtow haben sich in einem Kooperationsvertrag zum Kleeblatt-Verbund zusammengeschlossen.

### Verkehr
Neustadt wird von der Bundesstraße B 102 von Brandenburg an der Havel nach Bückwitz durchquert. Nordöstlich des Stadtgebiets verlaufen die B 5 zwischen Kyritz und Nauen sowie die B 167 zwischen Bückwitz und Neuruppin. Die nächstgelegene Autobahnanschlussstelle ist Neuruppin an der A 24 Hamburg–Berlin.
Die Stadt ist seit 1846 mit dem Bahnhof Neustadt (Dosse) an die Bahnstrecke Berlin–Hamburg angeschlossen. Von ihm aus wurden 1887 eine Staatsbahnstrecke nach Meyenburg, 1902 die Bahnstrecke Neustadt–Herzberg über Neuruppin sowie 1904 die Brandenburgische Städtebahn nach Rathenow angelegt. Während die letzten beiden in den 2000er Jahren stillgelegt wurden, verkehren auf den verbliebenen Abschnitten die Züge der Regional-Express-Linie RE 8 Wismar – Schwerin Hbf – Wittenberge – Berliner Stadtbahn – Flughafen BER im Stundentakt, betrieben von der ODEG, sowie der Regionalbahnlinie RB 73 Neustadt (Dosse) – Kyritz – Pritzwalk, betrieben von der Hanseatischen Eisenbahn (HANS).

### Bildung

#### Staatliche Schulen
- Grundschule an der Lindenstraße Neustadt
- Prinz-von-Homburg-Schule Neustadt/Dosse, Gesamtschule mit gymnasialer Oberstufe

#### Schulen in freier Trägerschaft
- Nachbarschaftsschule Freie Grundschule Roddahn des Vereins Tausendweg

### Sport
Der Fußballverein SV Schwarz-Rot Neustadt (Dosse) spielt in der Saison 2024/25 in der Landesliga Nord Brandenburg.

## Söhne und Töchter der Stadt
- Albrecht Christoph von Quast (1613–1669), Gouverneur der Festung Spandau, in Leddin geboren
- Andreas Fromm (1621–1683), Theologe und Komponist, in Plänitz geboren
- Christian Friedrich von Kahlbutz (1651–1702), Edelmann, in Kampehl geboren
- Kaspar Friedrich von Kahlbutz (1687–1745), preußischer Oberst, in Kampehl geboren
- Peter Colomb (1719–1797), preußischer Finanzrat
- Ludwig Jonas (1797–1859), Theologe
- Eduard von Brauchitsch (1798–1869), preußischer General der Infanterie
- Eduard Naumann (1800–1858), Deichhauptmann des Oderbruchs
- August Lindemann (1842–1921), Architekt
- Fritz Timann (1848–1931), preußischer Generalarzt
- Paul Gustaf Krause (1867–1945), Paläontologe
- Fritz Thörner (1869–1940), Schriftsteller
- Maria Meißner (1903–1986), Schauspielerin, in Leddin geboren
- Neithardt Riedel (* 1952), Schauspieler und Drehbuchautor, in Köritz geboren